# Lappula redowskii
Lappula redowskii là loài thực vật có hoa trong họ Mồ hôi. Loài này được (Hornem.) Greene mô tả khoa học đầu tiên năm 1891.